# USS Holder (DD-819)
USS Holder (DD-819/DDE-819) là một tàu khu trục lớp Gearing được Hải quân Hoa Kỳ chế tạo vào giai đoạn cuối Chiến tranh Thế giới thứ hai. Nó là chiếc tàu chiến thứ hai của Hải quân Mỹ được đặt theo tên Trung úy Hải quân Randolph Mitchell Holder (1918-1942), phi công thuộc Phi đội Ném ngư lôi 6 (VT-6) trên tàu sân bay USS Enterprise (CV-6), vốn đã tử trận trong trận Midway và được truy tặng Huân chương Chữ thập Hải quân. Hoàn tất khi chiến tranh đã kết thúc, con tàu tiếp tục phục vụ trong giai đoạn Chiến tranh Lạnh và Chiến tranh Việt Nam cho đến năm 1976. Nó được chuyển cho Ecuador một năm sau đó và tiếp tục phục vụ cùng Hải quân Ecuador như là chiếc BAE Presidente Eloy Alfaro cho đến khi bị tháo dỡ năm 1991.

## Thiết kế và chế tạo
Holder được đặt lườn tại xưởng tàu của hãng Consolidated Steel Corp. ở Orange, Texas vào ngày 23 tháng 4 năm 1945. Nó được hạ thủy vào ngày 25 tháng 8 năm 1945; được đỡ đầu bởi bà Annette Holder, mẹ Trung úy Holder, và nhập biên chế tại Orange, Texas vào ngày 18 tháng 5 năm 1946 dưới quyền chỉ huy của Hạm trưởng, Trung tá Hải quân B. K. Atkins.

## Lịch sử hoạt động

### 1946 - 1962
Sau khi hoàn tất chuyến đi chạy thử máy và huấn luyện tại vùng biển Caribe, Holder quay trở về Norfolk, Virginia vào ngày 28 tháng 8 năm 1946. Nó tiếp tục thực hành huấn luyện dọc theo vùng bờ Đông cho đến khi lên đường vào ngày 23 tháng 10 cho một đợt biệt phái sang khu vực Địa Trung Hải. Trong thời gian phục vụ cùng Đệ lục Hạm đội tại đây, con tàu đã viếng thăm Ai Cập và Ả Rập Saudi trước khi về đến Newport, Rhode Island vào ngày 22 tháng 3 năm 1947. Nó tham gia các cuộc thực tập chống tàu ngầm ngoài khơi Newport và tại vùng biển Caribe.
Trong những năm tiếp theo, Holder tiếp tục một nhịp độ hoạt động tương tự. Vào tháng 6 và tháng 7 năm 1949, nó tham gia một chuyến đi thực tập cho học viên sĩ quan đến vùng biển Bắc Âu, và sau khi quay trở về đã chuyển cảng nhà từ Newport đến Norfolk, Virginia. Nó được xếp lại lớp như một tàu khu trục hộ tống từ ngày 4 tháng 3 năm 1950, và mang ký hiệu lườn mới DDE-819, nhưng về căn bản nhiệm vụ của nó vẫn không thay đổi; nó tiếp tục luân phiên các đợt phục vụ tại Châu Âu và Địa Trung Hải với những giai đoạn bảo trì và huấn luyện tại Norfolk và vùng biển Caribe. Sau khi Ai Cập quốc hữu hóa kênh đào Suez gây ra cuộc xung đột với Israel, Anh và Pháp vào năm 1956, chiếc tàu khu trục được phái sang hoạt động tại khu vực Đông Địa Trung Hải nhằm ngăn ngừa chiến tranh lan rộng. Sang năm 1958, nó lại được biệt phái đến khu vực này vào tháng 3, và sang tháng 7 đã tham gia vào hoạt động can thiệp tại Beirut, Liban do xung đột sắc tộc và tôn giáo tại đây dẫn đến nguy cơ nội chiến.

### 1962 - 1968
Holder quay trở lại ký hiệu lườn cũ DD-819 từ ngày 7 tháng 8 năm 1962. Khi xảy ra vụ Khủng hoảng tên lửa Cuba, do Liên Xô bố trí tên lửa đạn đạo mang đầu đạn hạt nhân tại Cuba, buộc Tổng thống John F. Kennedy phải ra lệnh phong tỏa hòn đảo Trung Mỹ này; chiếc tàu khu trục đã tham gia lực lượng hải quân để ngăn chặn và khám xét những tàu bè ra vào. Nó đã điều tra một tàu Nga rời khỏi cảng Cuba vào ngày 8 tháng 11, và tiếp tục làm nhiệm vụ này cho đến khi cuộc khủng hoảng được dàn xếp qua thỏa thuận ngoại giao. Nó quay trở về Norfolk vào ngày 21 tháng 11.
Holder đi vào Xưởng hải quân Norfolk vào ngày 17 tháng 12 năm 1962 cho một đợt nâng cấp trong khuôn khổ Chương trình Hồi sinh và Hiện đại hóa Hạm đội (FRAM: Fleet Rehabilitation and Modernization), nơi nó được sửa chữa và nâng cấp để kéo dài vòng đời hoạt động. Nó cũng được bổ sung những vũ khí chống ngầm mới: tên lửa RUR-5 ASROC và máy bay trực thăng không người lái Gyrodyne QH-50 DASH, cùng hầm chứa máy bay trực thăng và sàn đáp để nâng cao năng lực chống ngầm của con tàu. Rời xưởng tàu vào tháng 10 năm 1963, nó tiến hành chạy thử máy huấn luyện trước khi đi đến vùng biển Caribe để cơ động tập trận.
Holder dành phần lớn thời gian của năm 1964 và 1965 cho những hoạt động huấn luyện chống tàu ngầm. Từ ngày 12 tháng 1 đến ngày 4 tháng 2, 1965, nó tham gia vào Chương trình Gemini khi phục vụ vào chiến dịch thu hồi tàu vũ trụ không người lái Gemini 2. Từ ngày 26 tháng 4 đến ngày 17 tháng 5, chiếc tàu khu trục đã tuần tra ngòa khơi bờ biển Cộng hòa Dominica, vào lúc xảy ra bất ổn do cuộc đảo chính của cánh tả nhằm ý định lật đổ chính phủ tạm quyền. Nó sau đó tiếp tục hoạt động tại khu vực Đại Tây Dương.
Được điều động sang phục vụ cùng Hạm đội Thái Bình Dương, Holder băng qua kênh đào Panama vào ngày 6 tháng 6, 1966, và từ ngày 15 đến ngày 28 tháng 7 đã phục vụ canh phòng máy bay cho tàu sân bay Ranger (CVA-61) trong vịnh Bắc Bộ. Sau đó nó chuyển sang vai trò hỗ trợ hải pháo ngoài khơi bờ biển Việt Nam từ ngày 29 tháng 7 đến ngày 8 tháng 8. Sang tháng 10, nó lại hoạt động canh phòng máy bay cùng tàu sân bay Intrepid (CVS-11), đồng thời hộ tống bảo vệ cho tàu tuần dương hạng nặng Chicago (CG-11). Lên đường quay trở về nhà vào ngày 10 tháng 11 ngang qua kênh đào Suez, nó về đến Norfolk vào ngày 17 tháng 12, hoàn tất một chuyến đi vòng quanh trái đất.
Từ năm 1967 đến năm 1976, Holder tiếp tục hoạt động từ vùng bờ Đông Hoa Kỳ. Nó có thêm hai lượt được phái sang hoạt động cùng Đệ Lục hạm đội tại Địa Trung Hải: từ tháng 1 đến tháng 7, 1970 và từ tháng 3 đến tháng 10, 1973. Nó cũng tham gia cuộc tập trận của Khối NATO tại vùng biển Bắc Đại Tây Dương vào tháng 7, 1976.

### Presidente Eloy Alfaro

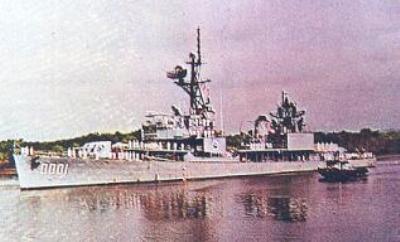
Tàu khu trục Presidente Elroy Alfaro khi phục vụ cùng Hải quân Ecuador.

Holder được cho xuất biên chế đồng thời rút tên khỏi danh sách Đăng bạ Hải quân vào ngày 1 tháng 10, 1976. Con tàu được chuyển cho Ecuador vào ngày 23 tháng 2, 1977 và tiếp tục phục vụ cùng Hải quân Ecuador như là chiếc Presidente Eloy Alfaro, tên được đặt theo Tổng thống Ecuador José Eloy Alfaro Delgado (1842-1912). Con tàu ngừng hoạt động và bị tháo dỡ vào năm 1991.